# Midsommerfest i Thisted 1929
|  | Denne artikel er oprettet af botten Steenthbot ud fra en ekstern database. Den kan derfor have sproglige fejl eller mangler. Denne skabelon kan fjernes efter kontrol af indholdet. |

Midsommerfest i Thisted 1929 er en dansk dokumentarisk optagelse fra 1929.

## Handling
Midsommerfest i Thisted juni 1929. Der er liv og glade dage i byen. I plantagen Christiansgave, der er fyldt med mennesker, kan man prøve lykken i tombolaen og købe æbleskiver. På Frederiks Torv har en række hestevogne, en studeforspand og en vogn trukket af to geder taget opstilling. De mange vogne skal køre i optog gennem byen. Blandt deltagerne er der bl.a. kvindelige ryttere, KFUM-spejdere og udklædte blomsterpiger. Overalt er der feststemte mennesker, der venter spændt på at se optoget køre forbi. I slutningen af filmen opfører en gruppe udklædte kvinder et sang- og musiknummer til stor morskab for publikum. I nummeret medvirker bl.a. skuespillerinden Frida Budtz-Müller. Filmen er optaget af biografejer Georg Pors, der drev Royal-Teatret i byen fra 1929-1970.

## Medvirkende
- Frida Budtz Müller